# شهرستان پری (کنتاکی)
شهرستان پری، کنتاکی (به انگلیسی: Perry County, Kentucky) یک سکونتگاه مسکونی در ایالات متحده آمریکا است که در کنتاکی واقع شده‌است.